# Én-Gedi
Én-Gedi (héber: עֵין גֶּדִי, arab:عين جدي, angol: Ein Gedi) kibuc és oázis Izraelben, a Holt-tenger nyugati partján, Kumrán (Qumran) és Masszáda romjai között.
Az Én szó jelentése: forrás, a Gedi szó: gida, gödölye.
A kibucot az 1950-es években alapították a mai menedékház helyén. A sivatagi környezet éles ellentéte ez a zöldellő oázis. Létét elsősorban egy bővízű forrásnak köszönheti, amely a Holt-tenger fölött 670 méter magasan egy sziklából ered. Nagy vízesésként zuhog alá az örökzöld növényektől körülölelt sziklafalról.
A kibuc területén található egy nemzetközileg elismert botanikus kert. 
Én-Gedit 1971-ben természetvédelmi területté nyilvánították. A közelben gyógyforrásokat is találunk, ahol kénes fürdők vannak és iszappakolással is gyógyítanak. 
Az idegenforgalom kiszolgálására turistaszálló is rendelkezésre áll.

## Történelem
A terület már a Kr. e. 4. évezredben lakott volt.
A mai Én-Gedit az Ótestamentumban, Jósafát júdai király uralma alatt említett Hacecón-Támár-ral azonosítják. az izraelita honfoglalás idejéből Józsué könyve is felsorol a települések között egy Én-Gedi nevű helyet Júda területén.
Ide menekült a fiatal Dávid Saul üldözése elől.
A hely az ókorban balzsamáról és fűszereiről volt híres. Az ótestamentumi Énekek éneke alapján arra következtethetünk, hogy a ciprus és a többi örökzöld növény is gazdag bujaságban virult itt az ókorban.
Én-Gedi lakossága gondoskodott az utolsó, Róma ellenes felkelés (Bar Kohba) idején a harcosok élelmezéséről.

## Fordítás
- Ez a szócikk részben vagy egészben  az   Ein Gedi című angol Wikipédia-szócikk fordításán alapul.  Az eredeti cikk szerkesztőit annak laptörténete sorolja fel. Ez a jelzés csupán a megfogalmazás eredetét és a szerzői jogokat jelzi, nem szolgál a cikkben szereplő információk forrásmegjelöléseként.